# Antoniewo (osada w powiecie wągrowieckim)
Antoniewo – osada w Polsce położona w województwie wielkopolskim, w powiecie wągrowieckim, w gminie Skoki.
W latach 1975–1998 miejscowość administracyjnie należała do województwa poznańskiego.

## Historia ośrodka wychowawczego
Całość miejscowości to tereny Młodzieżowego Ośrodka Wychowawczego im. Janusza Korczaka – zespołu zabudowań z 1914 o zwartym programie architektonicznym, który przetrwał do dziś w praktycznie niezmienionej formie. Ośrodek powstał w 1914 według planów urbanistycznych przywiezionych z Lombardii, na terenie zakupionym od ziemianina Stanisława Buchowskiego, z inicjatywy pruskiego Biura Starosty Krajowego. Był to trzeci taki ośrodek na terenie Prowincji Poznańskiej, po Szubinie i Cerekwicy. Pierwsi wychowankowie byli jednocześnie budowniczymi pawilonów. Początkowo dyrektorami były osoby narodowości niemieckiej. Pierwszy polski dyrektor (Kwieciński) objął funkcję dopiero w kwietniu 1920. Od 1922 ośrodek wydzierżawili księża salezjanie, łagodząc rygor i więzienną izolację, a także zakładając pierwsze formy nauki zawodów. W 1926, z uwagi na problemy finansowe salezjanie opuścili placówkę, a przejął ją samorząd wojewódzki. Do 1939 przez zakład przewinęło się 1238 wychowanków.
W czasie II wojny światowej ośrodek przejął Wehrmacht, który urządził tutaj obóz jeniecki dla 300-800 osób różnych narodowości. Fakt ten upamiętnia głaz pamiątkowy, stanowiący jednocześnie pomnik przyrody, zlokalizowany po drugiej stronie szosy, naprzeciw bramy. Tablica pamiątkowa na kamieniu głosi: W latach wojny 1939–1945 obszar Antoniewa był terenem obozu jenieckiego. Reżim hitlerowski więził tu kilka tysięcy żołnierzy i oficerów amerykańskich, belgijskich, brytyjskich, francuskich, jugosłowiańskich, norweskich, polskich i włoskich. Długoletni dyrektor Roman Laurentowski został zamordowany w niemieckim obozie koncentracyjnym w Dachau.
W 1945 przystąpiono do natychmiastowej restytucji ośrodka. W latach 50. XX wieku placówka była pierwszą w Polsce, która zajęła się młodzieżą niedostosowaną społecznie, a jednocześnie opóźnioną w rozwoju. 31 maja 1972 ośrodkowi nadano imię Janusza Korczaka. Obecnie ośrodek kontynuuje te tradycje, będąc publiczną, koedukacyjną placówką dla młodzieży (13–18 lat) mającej problemy z przystosowaniem społecznym.

## Architektura
Obiekty ośrodka z 1914, w tym kaplica, położone są wokół rozległego dziedzińca, którego jedna pierzeja jest równoległa do szosy Skoki–Glinno. Jedyną poważniejszą ingerencją w substancję zespołu była przebudowa bramy w 1938. Umieszczono w niej wtedy płaskorzeźby o tematyce religijnej, w tym (w centralnym polu) wizerunek przedstawiający św. Jana Bosko, wcześniejszego patrona ośrodka, autorstwa Alfreda Wiśniewskiego. Oprócz tego w latach 20. XX wieku dobudowano piekarnię i warsztat.

## Dyrektorzy (po 1945)
- Wacław Wasilewski (1945 – marzec 1947)
- Kazimierz Napierała (marzec 1947 – czerwiec 1947)
- Walerian Przystański (czerwiec 1947 – grudzień 1950)
- Tadeusz Wichtowski (styczeń 1951 – 1955)
- Mieczysław Kotlarski (1955–1960)
- Władysław Stranc (1960–1986)
- Józef Sulikowski (1986–1999)
- Iwona Grzegorzewska (1999–)